# Llac Fagnano
El llac Fagnano (o llac Camí) és un llac situat a l'Illa Gran de la Terra del Foc, entre Xile i l'Argentina. El llac té forma allargada, d'est a oest, amb una longitud d'uns 98 km. La superfície total és de 645 km²; amb 606 km² a l'Argentina i 39 a Xile.
La costa sud és escarpada en comparació amb la costa nord, on s'estén un peu de muntanya de gran amplada i força pla. El llac desemboca al riu Azopardo, a l'extrem occidental.

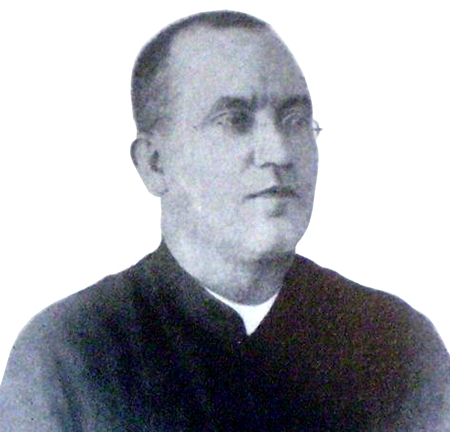
José Fagnano

Fou anomenat llac Fagnano en honor del sacerdot catòlic José Fagnano, que fou el primer Administrador Apostòlic de la Patagònia Meridional, Terra del Foc i Malvines amb seu a Punta Arenas.